# Ovington (Essex)
Ovington – wieś w Anglii, w hrabstwie Essex, w dystrykcie Braintree. Leży 36 km na północ od miasta Chelmsford i 78 km na północny wschód od Londynu.